# Darina Bancíková
Darina Bancíková (31. prosince 1922 Kokava nad Rimavicou – 30. července 1999 Veľké Saliby) byla slovenská evangelická farářka; první žena, která byla v ECAV na Slovensku ordinována na kněze.

## Životopis

### Mládí a studium
Darinka Bancíková se narodila jako vnučka evangelického faráře Samuela Bancíka (1857 – 1925), byla nemanželské, ale mimořádně nadané a pracovité dítě. Po smrti manželky faráře Bancíka v roce 1911, vedla jeho domácnost matka Darinky. Když farář Bancík v roce 1925 zemřel, přistěhovala se Darinka s maminkou do rodiny své sestry Izabely (vdané za Jozefa Riečana) nejdříve do Půchova a poté do Martina. V Martině vyrůstala s bratrancem Boleslavem (prof. RNDr. Beloslav Riečan, DrSc).
V letech 1933–1941 studovala na Evangelické lidové škole, Reformním reálném gymnáziu v Martině a Dívčím gymnáziu v Žilině, kde složila maturitu 6. června 1941.
V zimním semestru roku 1941 se jako jediná žena zapsala na Evangelickou bohosloveckou fakultu Univerzity Komenského v Bratislavě. Studovala také latinu a filozofii na Filozofické fakultě UK.

### Učitelka a farářka
V letech 1941–1946 působila jako učitelka náboženství na Dívčím gymnáziu v Banské Bystrici. V 1946 se stala vedoucí Evangelické tiskové kanceláře ve vydavatelství „Tranoscius“ v Liptovském Mikuláši.
Po složení profesorské zkoušky z náboženství v roce 1948, se stala předsedkyní Sdružení evangelické mládeže v Liptovském Mikuláši. Knězem evangelické církve byla ordinovaná v Tisovci 15. července 1951. Ostatní absolventi fakulty z jejího ročníku byli ordinovány později. Odmítli být ordinováni společně se ženou, farářkou.
Darina nastoupila jako kaplanka v Liptovském Mikuláši 1. srpna1951. Přednášela a kázala i v jiných sborech (např. Stará Turá, Lučenec, Dolné Saliby, Drienovo), především o ženských postavách v církvi, ale také o Jurajovi Tranovském a Dr. Albertovi Schweitzerovi. V roce 1958 se stala farářkou v obci Dolné Saliby.

#### Vězení a zákaz činnosti
V roce 1962 působila v obci Drienovo, zde ji v únoru zajistila Státní bezpečnost. Dvacet pět týdnů strávila ve vyšetřovací vazbě. V červenci 1962 byla Krajským soudem v Banské Bystrici odsouzena, za rozvracení republiky a nepřátelství proti státu, na čtrnáct měsíců vězení a pětiletý zákaz kazatelské činnosti. Po vynesení rozsudku ji převezli do Prahy, zde na Pankráci strávila dva týdny. Po odvolaní byla v srpnu 1962 z Pankráce propuštěna a vrátila se do Drienova. Nejvyšší soud původní rozsudek potvrdil. K výkonu trestu nastoupila 4. února 1963 v Praze a 13. února byla převezena do Pardubic, kde byla vězněna do 26. července 1963.
Po návratu z vězení marně hledala práci. Živila se jako dělnice v Kancelářských strojích ve Zvolenu, také pracovala jako referentka ve Státní pojišťovně ve Zvolenu. Žádosti o snížení vedlejšího trestu jí byly několikrát zamítnuty.

#### Rehabilitace
Státní souhlas k výkonu kazatelské činnosti získala až roku 1968, jako farářka v obci Veľký Lom v okrese Veľký Krtíš. Zde působila až do 31. ledna 1996. Soudně i církevně byla rehabilitována koncem roku 1990.

### Publicistická a přednášková činnost
Svůj život zasvětila službě církvi, nikdy se nevdala. Darina Bancíková byla také literárně činná. Publikovala v časopisech: „Evangelický posel zpod Tater“, „Církevní listy“, „Tranovského kalendář“, spolupracovala též se Slovenskou televizí a Slovenským rozhlasem. Důchod trávila v Lučenci. Napsala paměti z vězení: „Divné jsou cesty boží“ (Divné sú cesty božie). Vydala je třikrát ve vlastním nákladu, kniha vyšla také v anglickém překladu.
Sužována nemocemi, přednášela v Československu i v zahraničí. Stála při obnovení činnosti Společenství evangelických žen (SEŽ, 1989), které se stalo součástí ECAV. Byla aktivní členkou Červeného kříže, Matice slovenské, Svazu protifašistických bojovníků a Konfederace politických vězňů. V říjnu 1998 ještě přednášela v „malém chrámu“ v Panenské ulici v Bratislavě, pro posluchače Slovenské evangelické bohoslovecké fakulty Univerzity Komenského.
Zemřela 30. července 1999 v evangelickém domově důchodců v obci Horné Saliby. Je pohřbena v Kokavě nad Rimavicou. Posmrtně vyšly její paměti Přebytečný člověk.